# Hold on It's Coming
Albums de Country Joe McDonald
Tonight I'm Singing Just for You
(1970) War War War
Hold on It's Coming (1971) est un album du chanteur et compositeur de country rock américain Country Joe McDonald.

## Liste des titres
1. Hold on It's Coming - 3:52
2. Air Algiers - 2:31
3. Only Love Is Worth This Pain - 3:58
4. Playing with Fire - 3:20
5. Travellin - 4:25
6. Joe's Blues - 4:15
7. Mr Big Pig - 3:29
8. Balancing on the Edge of Time - 3:12
9. Jamila - 3:27
10. Hold on It's Coming - 3:53

## Musiciens
- Country Joe McDonald - guitare, chant
- Spencer Davis - vocaux, guitare acoustique, harmonica
- Alex Dmochowski - basse
- Ed Bogas - Flute
- Vic Smith - guitare, guitare basse
- Chicken Hirsh - batterie
- Richard Sussman - Piano
- Nick Buck - piano électrique
- Eric Weissberg - basse
- Rockhead - guitare électrique
- Greg Dewey - batterie
- Sidi Siddy - batterie

Spencer Davis était le co-leader de The Spencer Davis Group avec Steve Winwood.
Peter Green, guitariste du groupe Fleetwood Mac, joue sur trois titres (Air Algiers, Only love is worth this pain, Mr Big Pig) et est crédité sous le pseudonyme Rockhead.